# Teatro Imperial (Pasto)

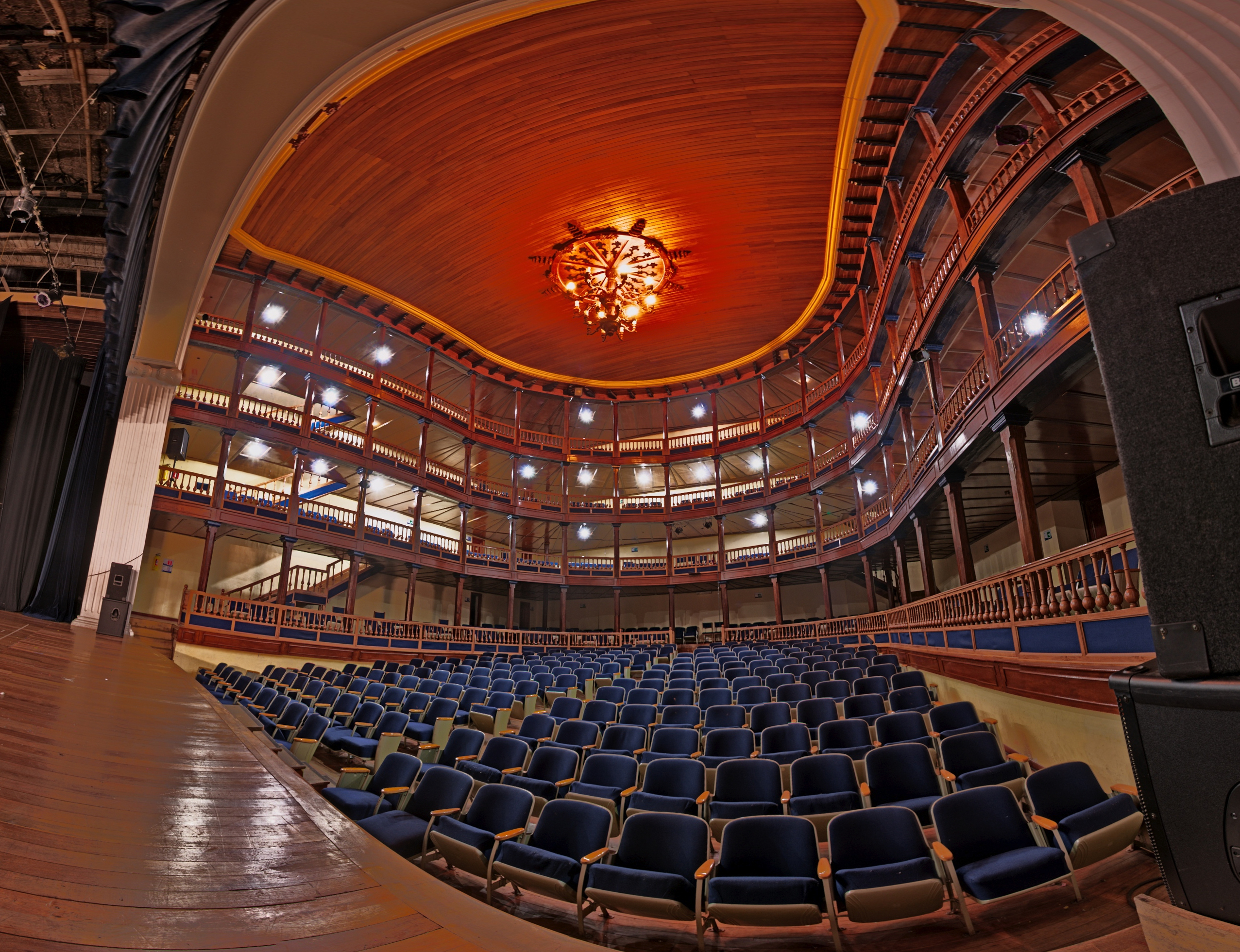
Bühne mit Zuschauerraum

Das Teatro Imperial (“Reichstheater”) ist ein Theaterbau im Zentrum der Stadt Pasto. Das Teatro wurde von Belisario Ruiz entworfen und vorwiegend aus Holz gebaut: 1922 wurde es eröffnet und seine Fassade wurde 1932 eingeweiht. Es diente ursprünglich als Kino (hauptsächlich für Mexikanischen Film, in den 1980er und 1990er Jahren als Sexkino). Durch die Resolución 0789 des Kolumbianischen Kulturministeriums vom 31. Juli 1998 wurde das Theater ein Nationales Denkmal Kolumbiens. Im Jahr 2000 wurde das Theater von der Universität von Nariño erworben und dient seitdem als Austragungsort darstellender Kunst.